# Aikajaure
Aikajaure är en sjö i Arjeplogs kommun i Lappland och ingår i Skellefteälvens huvudavrinningsområde. Sjön har en area på 0,257 kvadratkilometer och ligger 609,1 meter över havet. Sjön avvattnas av vattendraget Aikajåkka.

## Delavrinningsområde
Aikajaure ingår i det delavrinningsområde (737074-155293) som SMHI kallar för Mynnar i Hornavan. Medelhöjden är 699 meter över havet och ytan är 48,69 kvadratkilometer. Det finns inga avrinningsområden uppströms utan avrinningsområdet är högsta punkten. Aikajåkka som avvattnar avrinningsområdet har biflödesordning 2, vilket innebär att vattnet flödar genom totalt 2 vattendrag innan det når havet efter 325 kilometer. Avrinningsområdet består mestadels av skog (52 procent) och kalfjäll (43 procent). Avrinningsområdet har 1,46 kvadratkilometer vattenytor vilket ger det en sjöprocent på 3 procent.